# بحورى
بحورى قرية سورية تتبع ناحية معرة مصرين في منطقة مركز إدلب في محافظة إدلب. بلغ عدد سكانها 1341 نسمة في عام 2004 حسب إحصاء المكتب المركزي للإحصاء.